# Eva Nordland
Eva Nordland (* 3. Januar 1921 in der Kommune Bærum in Akershus; † 19. Oktober 2012 in Norwegen) war eine norwegische Autorin, Pädagogin und Friedensaktivistin.

## Leben
Nordland war die Tochter des norwegischen Pfarrers Hans Bauge (1889–1967) und dessen Frau Ester Egede Nissen (1894–1992). Sie wuchs gemeinsam mit ihren sechs Geschwistern, zuerst in Bærum und Levanger auf, sowie ab ihrem fünften Lebensjahr in dem Küstendorf Bud in der Kommune Fræna der norwegischen Provinz Møre og Romsdal. Später zog die Familie nach Bergen, wo sie den Rest ihrer Jugend verbrachte und ihren späteren Mann Odd Nordland kennenlernte. Nach ihrem Abitur an der Sydneshaugen-Schule in Bergen und nahm sie ein Studium an der Osloer Universität auf, wo sie unter anderem Deutsch, Englisch und Pädagogik studierte. 1947 beendete sie ihr Studium mit einem Master-Abschluss in Pädagogik und 1955 promovierte sie in Philosophie.
Als Dozentin bekam sie 1957 an der Universität Oslo eine feste Anstellung und ab 1963 die Lehrbefähigung. Von 1970 bis 1972 war sie als Professorin für Entwicklungspsychologie an der Universität Århus tätig. Ab 1973 war Nordland wissenschaftliche Leiterin des neu gegründeten sozialpädagogischen Studienganges der Universität Oslo sowie Professorin für Pädagogik. Von 1985 bis 1991 hatte sie eine Professur am Pädagogischen Forschungsinstitut der Universität Oslo.
Des Weiteren hatte sie eine Reihe von verschiedenen gesellschaftlichen Positionen inne, unter anderem war sie 1955 bis 1960 Leiterin des norwegischen Rundfunkrats (Kringkastingsrådet) für den NRK und von 1986 bis 2003 Leiterin der norwegischen Friedensgesellschaft Norges Fredslag. Nordland war Mitbegründerin der norwegischen Gesellschaft Nei til atomvåpen (Nein zu Atomwaffen) und der Vereinigung Kvinner for fre (Frauen für den Frieden); sie war auch Vorstandsmitglied der norwegischen Entwicklungshilfe-Gesellschaft Norsk utviklingshjelp. Außerdem gehörte sie dem Immatrikulations-Komitee der norwegischen Universitäten (Immatrikuleringskomiteen for norske universiteter) an. Im Jahr 2000 erhielt sie den Émile-Zola-Preis für Zivilcourage. Nordland veröffentlichte über 50 Bücher und Schriften.

### Privates
Sie war mit dem Professor für Nordische Kultur und Religionsgeschichte der Universität Oslo Odd Nordland (1919–1999) verheiratet.

## Veröffentlichungen (Auswahl)
- Livsveien. Psykologi i bilder, 1975, ISBN 82-02-03306-3; deutsche Übersetzung: Erwachsen werden. Die Entwicklung vom Kind zum Erwachsenen; Psychologie in Bildern, 1976, ISBN 3-8104-0000-9
- Nedtelling? Den norske debatten om NATO's nye atomvåpen, 1980, ISBN 82-00-03267-1
- Fremtid for vår jord. Fra atomvåpen til internasjonal sameksistens, 1983, ISBN 82-02-09915-3
- Miljøpedagogikk. Oppdragelse for et bedre samfunn, 1986, ISBN 82-518-2246-7